# Coach (osoba)
Coach (z ang. coach – osobisty trener) – osoba, która pomaga swojemu klientowi dotrzeć do celu, używając do tego swoich umiejętności, doświadczenia życiowego, technik, narzędzi, jak również innych osób, z których klient może skorzystać. Praca coacha oparta jest na partnerskiej relacji i wzajemnym zaufaniu. Polega ona na obserwacji osoby pozostającej pod opieką w trakcie wykonywanej pracy, samoocenie, informacji zwrotnej i planowaniu nowych strategii postępowania.
Coach powinien zaproponować klientowi zwrócenie się do innego specjalisty, jeśli zajdzie taka potrzeba i jeśli uzna, iż zbliży to klienta do osiągnięcia celu. Może to być trener, aby nabyć konkretne umiejętności, doradca czy konsultant, aby uzyskać konkretną poradę w jakiejś dziedzinie, mentor, który poprowadzi i będzie wsparciem, albo też inny specjalista. Coach nie jest trenerem i nie jest trenerem indywidualnym, jak się powszechnie uważa, a coaching (czy też proces coachingowy) nie jest szkoleniem.
O regulację zawodu coacha w Polsce ubiega się obecnie Polska Izba Coachingu.